# Dasypogon analis
Dasypogon analis là một loài ruồi trong họ Asilidae. Dasypogon analis được Macquart miêu tả năm 1850. Loài này phân bố ở miền Australasia.